# قطعنامه ۱۹۸ شورای امنیت
قطعنامه  ۱۹۸ شورای امنیت سازمان ملل متحد که در تاریخ ۱۸ دسامبر ۱۹۶۴ تصویب شد، سندی بین‌المللی دربارهٔ مسئلهٔ قبرس است. این قطعنامه طی نشست ۱۱۸۰ام با ۱۱ موافق، ۰ مخالف و ۰ ممتنع تصویب شد.